# Bolocephalus
Bolocephalus é um género botânico pertencente à família Asteraceae.
Segundo o The Plant List, este género apenas possui uma espécie aceite, Bolocephalus saussureoides.
Segundo o Global Compositae Checklist, este género é sinónimo de Dolomiaea.

## Taxonomia
O género foi descrito por Heinrich Raphael Eduard von Handel-Mazzetti, e publicado no ano de 1938 em Journal of Botany, British and Foreign 76(910): 291–292.